# Mohamed Benhamou
Mohamed Benhamou (Parigi, 17 dicembre 1979) è un ex calciatore algerino, di origini francesi, di ruolo portiere.

## Carriera

### Club
Ha giocato nel campionato francese e algerino.

### Nazionale
Con la nazionale algerina ha preso parte alla Coppa d'Africa 2004.

## Palmarès

### Club

#### Competizioni nazionali
- Supercoppa d'Algeria: 1

MC Alger: 2007